# آزمایش مارشمالو استنفورد

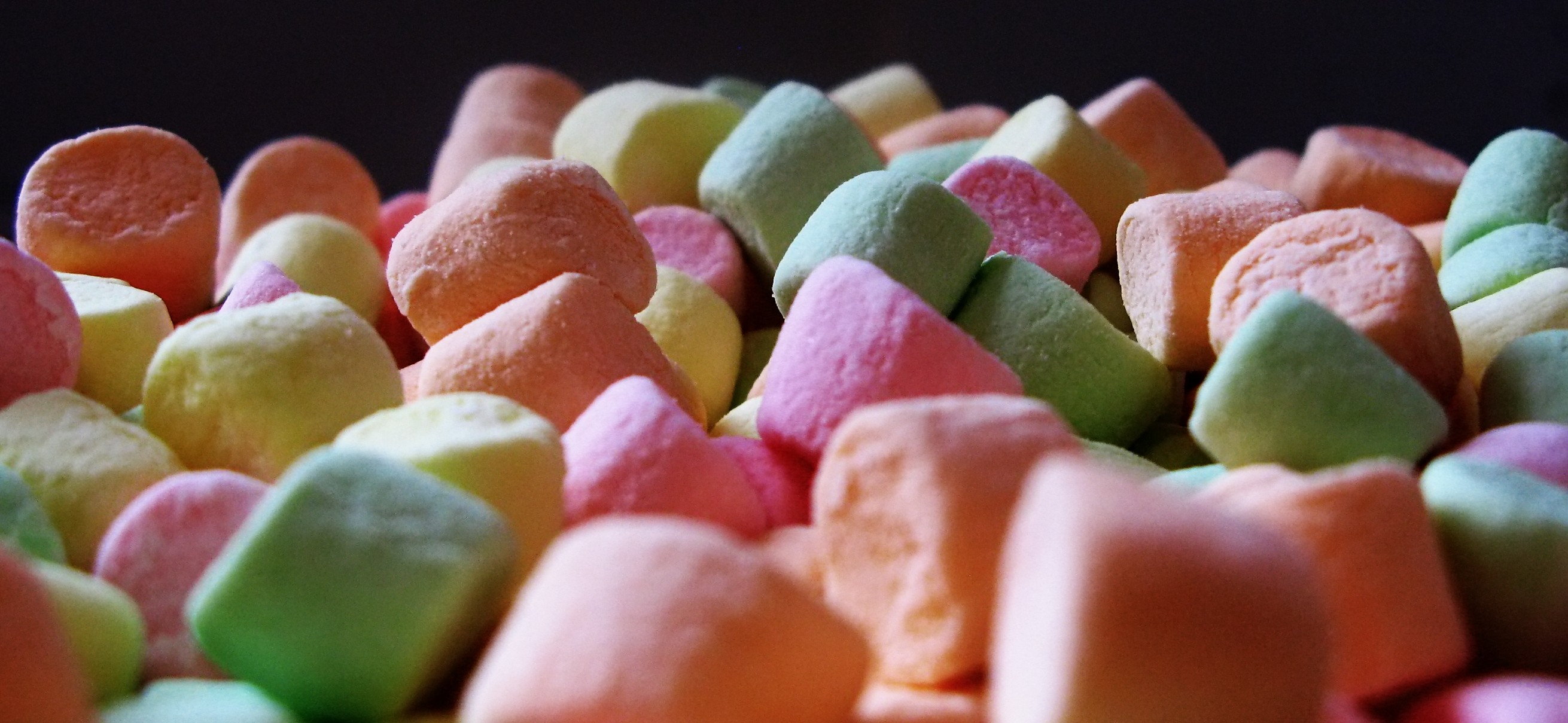
پف‌نبات (مارش‌مالو)

آزمایش مارشمالو استنفورد (انگلیسی: Stanford marshmallow experiment) یا به تعبیر رایج‌تر، تست مارشمالو، یکی از مشهورترین تست‌های روان‌شناسی است، والتر میشل این تست را در دههٔ ۱۹۶۰ شروع کرد.

## روش کارکرد آزمایش
روش اجرای این آزمایش به این شکل بود که بچه‌ها را یک‌به‌یک به اتاقی دعوت می‌کردند که در آن روی میز یک کلوچه (مارشمالو) بود و  به بچه‌ها گفته می‌شد می‌توانند کلوچه را بردارند ولی اگر ۱۵ دقیقه صبر کنند و به کلوچه دست نزنند، علاوه بر همان کلوچه، یک کلوچهٔ دیگر هم جایزه می‌گیرند.

## نتیجهٔ آزمایش
گروهی از بچه‌ها می‌توانستند مقاومت کنند و از دست زدن به کلوچه خودداری نمایند، و گروهی نه، اما والتر میشل با زیر نظر گرفتن هر دو گروه این بچه‌ها در سال‌های آینده نشان داد آن دسته از بچه‌ها که به کلوچه دست نزدند، با این تفسیر که اراده‌ای قوی‌تر دارند و می‌توانند کنترل بیشتری بر روی رفتارشان داشته باشند، در آینده هم موفق‌تر، سالم‌تر و حتی در ازدواجشان موفق‌تر هستند.

## موفقیت یا عدم موفقیت تست مارشمالو
تا سال‌ها تست مارشمالو شاهدی برای اثبات این باور بود که خودکنترلی عامل کسب موفقیت است، تا اینکه گروهی از محققان دانشگاه روچستر به رهبری دکتر سالست کید، مطالعهٔ جدیدی را ترتیب دادند. در این مطالعه کید و همکارانش گروهی از بچه‌های سه تا پنج ساله را در همان موقعیت آزمایش مارشمالو قرار دادند اما نیمی از آنها را دست خالی بازگرداندند، یعنی بعد از ۱۵ دقیقه گفتند، متأسف هستیم، کلوچه‌ها تمام شده و خبری از پاداش و جایزه نیست. بعد از آن مجدداً بچه‌ها تحت آزمایش مارشمالو قرار گرفتند. نتیجه قابل‌پیش‌بینی بود، گروهی از بچه‌ها که با بدقولی دفعهٔ قبل مواجه شده بودند، این بار دیگر به قولِ داده‌شده اعتماد نکردند و یک کلوچهٔ نقد را به دو کلوچهٔ نسیه ترجیح دادند. نتیجهٔ این مطالعه یک بار دیگر نشان داد تحلیل رفتار آدمیزاد به این چنین ساده نیست. شاید مهم‌تر از قدرت اراده، تجربه‌های قبلی آدم‌ها است که به آنها در کسب موفقیت کمک می‌کند.